# Roskow

Karte der Gemeinde Roskow

Roskow [ˈʀɔskoː] ist eine Gemeinde im Landkreis Potsdam-Mittelmark in Brandenburg.

## Geografie
Die Gemeinde Roskow hat eine Fläche von etwa 39 Quadratkilometern. und liegt zwischen dem Beetzsee im Norden und der Havel im Süden im Havelland. Das Oberzentrum der Region Brandenburg an der Havel liegt unmittelbar westlich der Gemeinde, die Landeshauptstadt Potsdam circa 20 bis 25 Kilometer östlich. Die Stadtgrenze Berlins ist ebenfalls 25 Kilometer entfernt. Roskow gehört zur Metropolregion Berlin/Brandenburg. Der höchste Punkt der Gemeinde befindet sich mit etwa 35 Meter nahe der Gemeindegrenze zu Beetzseeheide. Das Beetzseeufer hat demgegenüber nur eine Höhe von etwa 29 Metern.
Im Uhrzeigersinn grenzen an Roskow folgende Städte und Gemeinden: Im Südwesten liegen die zur kreisfreien Stadt Brandenburg an der Havel gehörenden Orte Saaringen und Klein Kreutz, im Westen das zu Beetzseeheide gehörende Mötzow. Der Beetzsee im Nordwesten gehört über seine gesamten Fläche ebenfalls zur Stadt Brandenburg. Die am gegenüberliegenden Seeufer liegenden Dörfer Beetzseeheide und Ketzür sind Ortsteile Beetzseeheides. Im Norden grenzt Roskow an Päwesin, und im Osten an die Stadt Ketzin/Havel mit der Gemarkung Gutenpaaren. Im Süden, am der Gemeinde gegenüberliegenden Havelufer liegt Groß Kreutz (Havel) mit Götz und Deetz.

## Gemeindegliederung
Die Gemeinde Roskow gliedert sich in drei Ortsteile: Lünow im Norden, Roskow, das im Südosten der Gemeinde liegt, und Weseram im Südwesten. Hinzu kommen die Wohnplätze Grabow und Lindenhof.

## Geschichte
Eine Besiedlung der näheren Umgebung von Roskow ist bereits für die Steinzeit belegt. Archäologische Funde im Gemeindegebiet reichen mindestens bis in die Bronzezeit zurück. Die ersten Erwähnungen der Orte stammen aus dem 13. und 14. Jahrhundert. Die Landschaften Roskows sind überwiegend eiszeitlich geprägt. Weite Flächen sind als Naturpark, Landschafts- oder Naturschutzgebiet, mehrere historische Gebäude als Baudenkmale unter Schutz gestellt. Die Gemeinde führt wie auch die anderen Gemeinden des Amtes Beetzsee bislang kein eigenes Wappen. Die Markgrafenbrüder Johann I. und Otto III. fundierten 1239 das Kloster Spandau, statteten es dabei u. a. mit „…dem felde bey Roschow mit der fischerey…“ aus (anno 1541 angefertigtes, übersetztes Regest der lateinischen Gründungsurkunde). Den Benediktinerinnen übertrug Markgraf Otto IV. 1270 in einer Urkunde die Kirche des Dorfs „Roscowe“. 1324 wurden Teile des Dorfs an Neustadt Brandenburg überschrieben, weitere gingen beispielsweise an das Kloster Lehnin. Nach 1650 verkaufte die Familie von Bredow Gut Roskow an die von Katte, direkt an den Magdeburger Landrat Hans Christoph von Katte, in dessen Familienbesitz es die nächsten Jahrhunderte blieb. Bekanntester Katte auf Roskow der frühen Zeit war damals dessen Sohn, der Domherr von Brandenburg Joachim Ehren(t)reich von Katte (1660–1694). 1723 bis 1727 dessen Enkel ließ Christoph III. auf dem Rittergut das schlossartige Gutshaus Roskow im Stil des Barock errichten. Den Gutsbetrieb in Roskow führte die Familie von Katte erfolgreich bis in die Mitte des 20. Jahrhunderts.
Weseram wurde erstmals im Jahr 1317 als „Wyseram“ urkundlich erwähnt. Das Dorf hatte zu dieser Zeit 25 Hufen Land und wurde vom Bischof des Bistums Brandenburg an das Domkapitel überschrieben. Wenig später erwarb es der Bischof zurück. Das Dorf lag im Hochstift Brandenburg, dem Fürstentum des Bischofs.
Die Gegend um den Ortsteil Lünow war bereits spätestens in der früheren Bronzezeit bewohnt. Aus dieser Zeit stammen Funde wie Armringe, Lanzenspitzen, eine Sichel, eine Axt und eine Armberge. Weiterhin wurden ein spätbronzezeitliches Urnengrab mit Beigaben sowie slawische und frühdeutsche Scherben entdeckt. Lünows urkundliche Ersterwähnung als „Lunowe“ stammt aus dem Jahr 1335, als es mit weiteren Dörfern entlang des Beetzsees, darunter Radewege und Butzow, verpflichtet wurde, an der Instandhaltung von Dämmen mitzuwirken. Grabow wurde als „Grabowe“ erstmals erwähnt. Im Landbuch Karls IV. von 1375 fanden die Orte Erwähnung. Grabow umfasste zu dieser Zeit 34 Hufen, wovon sechs einem Klaus von Wellen gehörten, und vier Kossäten. Örtliche Beetzseefischer hatten Abgaben an den Herren des Dorfes von Wellen zu leisten. Neben Groß Weseram existierte ein slawisch besiedeltes Klein Weseram, welches um 1400 aufgegeben und unmittelbar bei Groß Weseram neu errichtet wurde. Die Ober- und Niedergerichtsbarkeit in Roskow hatte die Familie von Bredow inne. Im Jahr 1404 erwarb das Brandenburger Domkapitel Grabow von einem Klaus Ruk. Nur eine kurze Zeit nach der Übernahme wurde es eine Wüstung, und die landwirtschaftlichen Flächen wurden dem Domkapitelhof in Mötzow zugeteilt. Ab dem 15. Jahrhundert gehörte Lünow der Familie Kloth, und im 16. Jahrhundert existierte in Grabow eine Schäferei, aus der sich ein neues Vorwerk entwickelte. Ab 1610 wechselten die Besitzer Lünows mehrfach. So waren die Familien zu Putlitz, von der Gröben, von Götze, von Flemming, von Grumbkow und von Görne Herren über den Ort. Im Jahr 1641 gab es in Weseram 35 Hufen Land. 1726 verkaufte die Familie von Görne ihren Besitz Lünow an das Domkapitel Brandenburg. In dessen Besitz blieb das Dorf bis ins späte 19. Jahrhundert. 1752 wurde die Barockkirche Weserams errichtet. Um das Jahr 1800 lebten in Grabow 21 Menschen. Nach einer Erhebung im Jahr 1809 lebten in Weseram ein Lehnschulze, zehn Bauern und ein Halbbauer, neun Kossäten, zwei Büdner und vier Einlieger. Es existierten eine Schmiede, eine Windmühle, ein Dorfkrug, 35 Bauernhöfe und zwei Lehnhöfe. Insgesamt zählte man im Ort 37 Feuerstellen. 1840 wurden 41 Wohnhäuser gezählt. 1860 gehörten zu Weseram zwei Abbauten in einer Kolonie Weseram, fünf öffentliche Gebäude, 40 Wohn- und 99 Wirtschaftsgebäude.

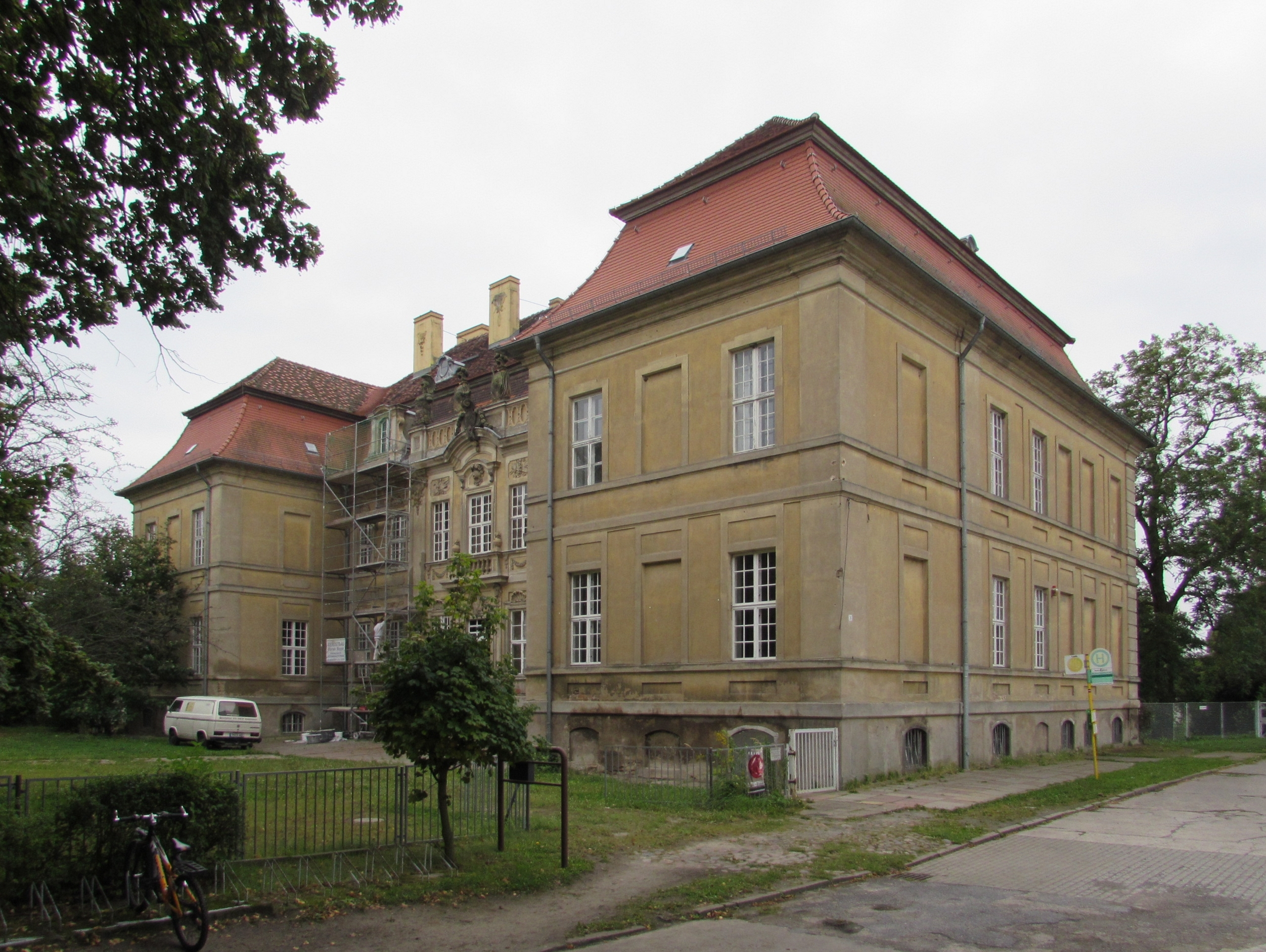
Gutshaus Roskow der Familie von Katte

Im 19. Jahrhundert etablierte sich in der Roskower Gegend die Ziegeleiindustrie, so auch in Grabow, Lünow und Weseram. Hintergrund waren reiche Tonvorkommen und der Anschluss über den Beetzsee und die Havel an die Wasserstraßen nach Berlin, sodass ein kostengünstiger Transport in die Metropole möglich war. 1860 wurde Grabow als Gut mit vier Wohn- und 17 Wirtschaftsgebäuden beschrieben, von denen eines eine Ziegelei war. Auch Weseram wuchs im Laufe des Jahrhunderts. So wurden 1900 bereits 63 Wohnhäuser gezählt. 1901 wurden Lünow, Roskow und Weseram über die Westhavelländischen Kreisbahnen an das Schienennetz angebunden. Verbindungen existierten in die Stadt Brandenburg und nach Nauen. Noch heute existieren die Eisenbahnbrücke über den Beetzseesträng bei Lünow und das Bahnhofsgebäude in Roskow. 1928 löste man den Gutsbezirk Mötzow, zu dem Grabow gehörte, auf und gliederte das Dorf der Gemeinde Lünow an. 1938 lebten in Weseram 472 und 1946, nach Ende des Zweiten Weltkriegs, 744 Einwohner.
Nach dem Zweiten Weltkrieg kam es im Zuge der Bodenreform in der Sowjetischen Besatzungszone 1947 und 1948 zu umfangreichen Enteignungen und Neuzuteilungen. Aufgeteilt wurden allgemein private ländliche Besitzungen über 100 Hektar Fläche. So wurden um Roskow 1118 Hektar landwirtschaftliche Fläche enteignet und unter landloser und landarmer Bevölkerung aufgeteilt. Das ehemalige Rittergut der Familie von Katte machte dabei 575 Hektar aus. Um Weseram wurden 334 Hektar enteignet. Nicht enteignet wurden die verpachteten Besitzungen des Domstifts um Grabow. Jedoch musste das Stift, um einer Enteignung zu entgehen, die Flächen in der Folge allein bewirtschaften.
Eingemeindungen
Am 1. Februar 2002 wurden Lünow und Weseram nach Roskow eingemeindet.

## Bevölkerungsentwicklung
| Jahr | Einwohner |
| ---- | --------- |
| 1875 | 470       |
| 1890 | 481       |
| 1910 | 541       |
| 1925 | 587       |
| 1933 | 522       |
| 1939 | 586       |

| Jahr | Einwohner |
| ---- | --------- |
| 1946 | 0 940     |
| 1950 | 1 037     |
| 1964 | 0 725     |
| 1971 | 0 764     |
| 1981 | 0 670     |
| 1985 | 0 643     |

| Jahr | Einwohner |
| ---- | --------- |
| 1990 | 0 620     |
| 1995 | 0 596     |
| 2000 | 0 663     |
| 2005 | 1 302     |
| 2010 | 1 233     |
| 2015 | 1 189     |

| Jahr | Einwohner |
| ---- | --------- |
| 2020 | 1 177     |
| 2021 | 1 165     |
| 2022 | 1 211     |
| 2023 | 1 214     |
| 2024 | 1 216     |

Gebietsstand des jeweiligen Jahres, Einwohnerzahl: Stand 31. Dezember (ab 1991), ab 2011 auf Basis des Zensus 2011, ab 2022 auf Basis des Zensus 2022
Der Anstieg zwischen 2000 und 2005 ist auf die Eingemeindung von Lünow und Weseram im Jahr 2002 zurückzuführen.

## Politik

### Gemeindevertretung
Die Gemeindevertretung von Roskow besteht aus zehn Gemeindevertretern und dem ehrenamtlichen Bürgermeister. Die Kommunalwahl am 9. Juni 2024 führte bei einer Wahlbeteiligung von 71,8 % zu folgendem Ergebnis:
| Partei / Wählergruppe                    | Stimmenanteil 2019 | Sitze 2019 |        | Stimmenanteil 2024 | Sitze 2024 |
| ---------------------------------------- | ------------------ | ---------- | ------ | ------------------ | ---------- |
| Wir für Roskow                           | 45,0 %             | 5          | 40,1 % | 4                  |            |
| Freie Bürger und Bauern                  | 42,3 %             | 4          | 39,4 % | 4                  |            |
| Zusammen Stark                           | –                  | –          | 16,0 % | 2                  |            |
| CDU                                      | –                  | –          | 04,5 % | –                  |            |
| Wählergemeinschaft Ernst-Thälmann-Straße | 12,7 %             | 1          | –      | –                  |            |
| Insgesamt                                | 100 %              | 10         | 100 %  | 10                 |            |

### Bürgermeister
- 1998–2003: Holger Wiese[21]
- 2003–2018: Ulrich Pleßke[22]
- 2019–2024: Thomas Schulz (Freie Bürger und Bauern)
- seit 2024: Daniel Schulz (Zusammen stark)[23]

Bürgermeister der Gemeinde Roskow war von 2003 bis zu seinem Tod im Februar 2018 Ulrich Pleßke. Zuvor war er Bürgermeister der damals noch selbstständigen Gemeinde Weseram (jetzt Ortsteil von Roskow). Die Amtsgeschäfte nach seinem Tod übernahm der Vize-Bürgermeister Thomas Schulz.
Thomas Schulz wurde in der Bürgermeisterwahl am 26. Mai 2019 mit 61,6 % der gültigen Stimmen gewählt.
Daniel Schulz wurde in der Bürgermeisterwahl am 9. Juni 2024 mit 53,3 % der gültigen Stimmen zu seinem Nachfolger gewählt. Seine Amtszeit beträgt fünf Jahre.

## Sehenswürdigkeiten

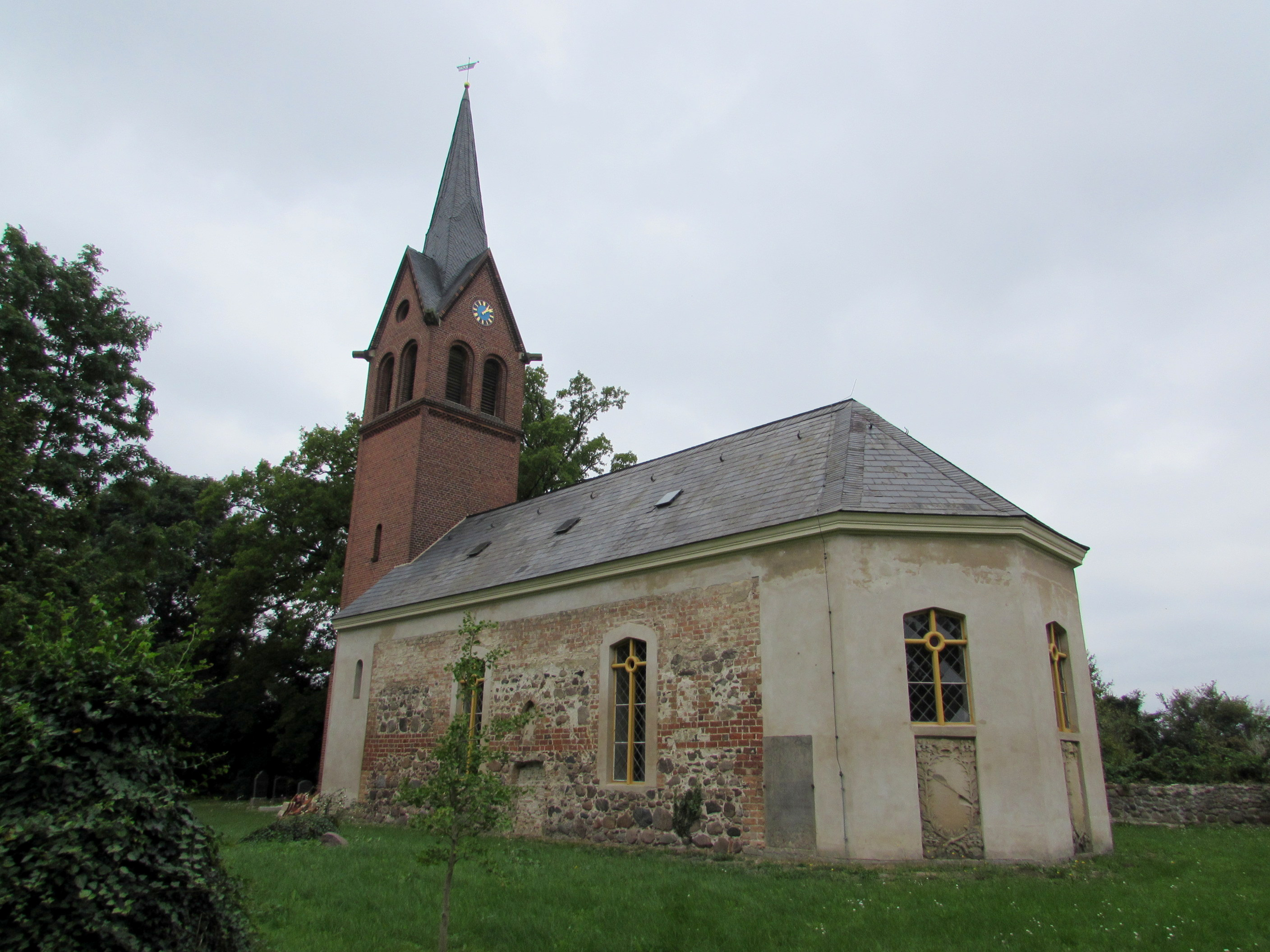
Dorfkirche Lünow

In der Liste der Baudenkmale in Roskow und in der Liste der Bodendenkmale in Roskow stehen die in der Denkmalliste des Landes Brandenburg eingetragenen Kulturdenkmale.
- Gutshaus Roskow der Familie von Katte
- Dorfkirche Lünow
- Dorfkirche Roskow
- Dorfkirche Weseram
- Altes Schulgebäude in Weseram

## Verkehr
Die Gemeinde Roskow liegt an den Landesstraßen L 91 zwischen Brandenburg an der Havel und Nauen sowie L 92 nach Ketzin/Havel.
Der Bahnhof Roskow sowie der Haltepunkt Weseram lagen an der Bahnstrecke Röthehof–Brandenburg Krakauer Tor, die 1959 stillgelegt wurde. Auf der Bahnstrecke Roskow–Brandenburg Silokanalbrücke mit dem Bahnhof Roskow und den Haltepunkten Weseram Chaussee und Lünow wurde der Personenverkehr 1966 eingestellt.